# Michail Danilowitsch Kaplan
Michail Danilowitsch Kaplan (russisch Михаи́л Дани́лович Капла́н; * 1948 in Kischinau) ist ein sowjetisch-moldauischer Theoretischer Physiker und Hochschullehrer.

## Leben
Kaplan schloss 1969 sein Studium an der Physikalisch-Mathematischen Fakultät der Moldauischen Staatlichen Universität in Kischinau ab. Er arbeitete im Laboratorium für Quantenchemie des Instituts für Chemie der Moldauischen Akademie der Wissenschaften als Oberassistent Isaak Bersukers. 1986 wurde er zum Doktor der physikalisch-mathematischen Wissenschaften promoviert.
1991 wanderte Kaplan in die USA aus. Er lehrte und forschte an der Boston University und war Professor am Simmons College of Arts and Sciences in Boston.
Kaplans grundlegende Arbeiten kreisen um den Jahn-Teller-Effekt. Er klärte die Bedingungen für die Ordnungseinstellung von Jahn-Teller-Zentren in Kristallen und den Charakter der entsprechenden Phasenübergänge. Zusammen mit anderen entwickelte er Geräte für die Ultraschallprüfung von Werkstoffen.

## Werke
- Michael D. Kaplan, Benjamin G. Vekhter: Cooperative Phenomena in Jahn-Teller Crystals. Plenum Press, New York 1995.
- Michael D. Kaplan, George O. Zimmerman (Hrsg.): Vibronic Interactions: Jahn-Teller Effect in Crystals and Molecules. Kluwer Academic Publishers, New York 2001.